# Ichnanthus inconstans
Ichnanthus inconstans là một loài thực vật có hoa trong họ Hòa thảo. Loài này được (Trin. ex Nees) Döll mô tả khoa học đầu tiên năm 1877.